# Year of the Black Rainbow
Albums de Coheed and Cambria
Good Apollo, I'm Burning Star IV, Volume Two: No World for Tomorrow
(2007) The Afterman: Ascension
(2012)
Singles
1. Here We Are Juggernaut
Sortie : 9 mars 2010
2. World of Lines
Sortie : 10 août 2010

Year of the Black Rainbow est le cinquième album du groupe américain de rock progressif Coheed and Cambria, publié le 13 avril 2010, par Columbia Records.

## Liste des chansons
Toutes les paroles sont écrites par Claudio Sanchez, toute la musique est composée par Coheed and Cambria.
| No  | Titre                               | Durée |
| --- | ----------------------------------- | ----- |
| 1.  | One                                 | 1:54  |
| 2.  | The Broken                          | 4:01  |
| 3.  | Guns of Summer                      | 4:47  |
| 4.  | Here We Are Juggernaut              | 3:49  |
| 5.  | Far                                 | 4:57  |
| 6.  | This Shattered Symphony             | 4:26  |
| 7.  | World of Lines                      | 3:17  |
| 8.  | Made Out of Nothing (All That I Am) | 4:36  |
| 9.  | Pearl of the Stars                  | 5:03  |
| 10. | In the Flame of Error               | 5:28  |
| 11. | When Skeletons Live                 | 4:21  |
| 12. | The Black Rainbow                   | 7:34  |